# Reterre
Reterre is een gemeente in het Franse departement Creuse (regio Nouvelle-Aquitaine) en telt 309 inwoners (2005). De plaats maakt deel uit van het arrondissement Aubusson.

## Geografie
De oppervlakte van Reterre bedraagt 17,4 km², de bevolkingsdichtheid is 17,8 inwoners per km².

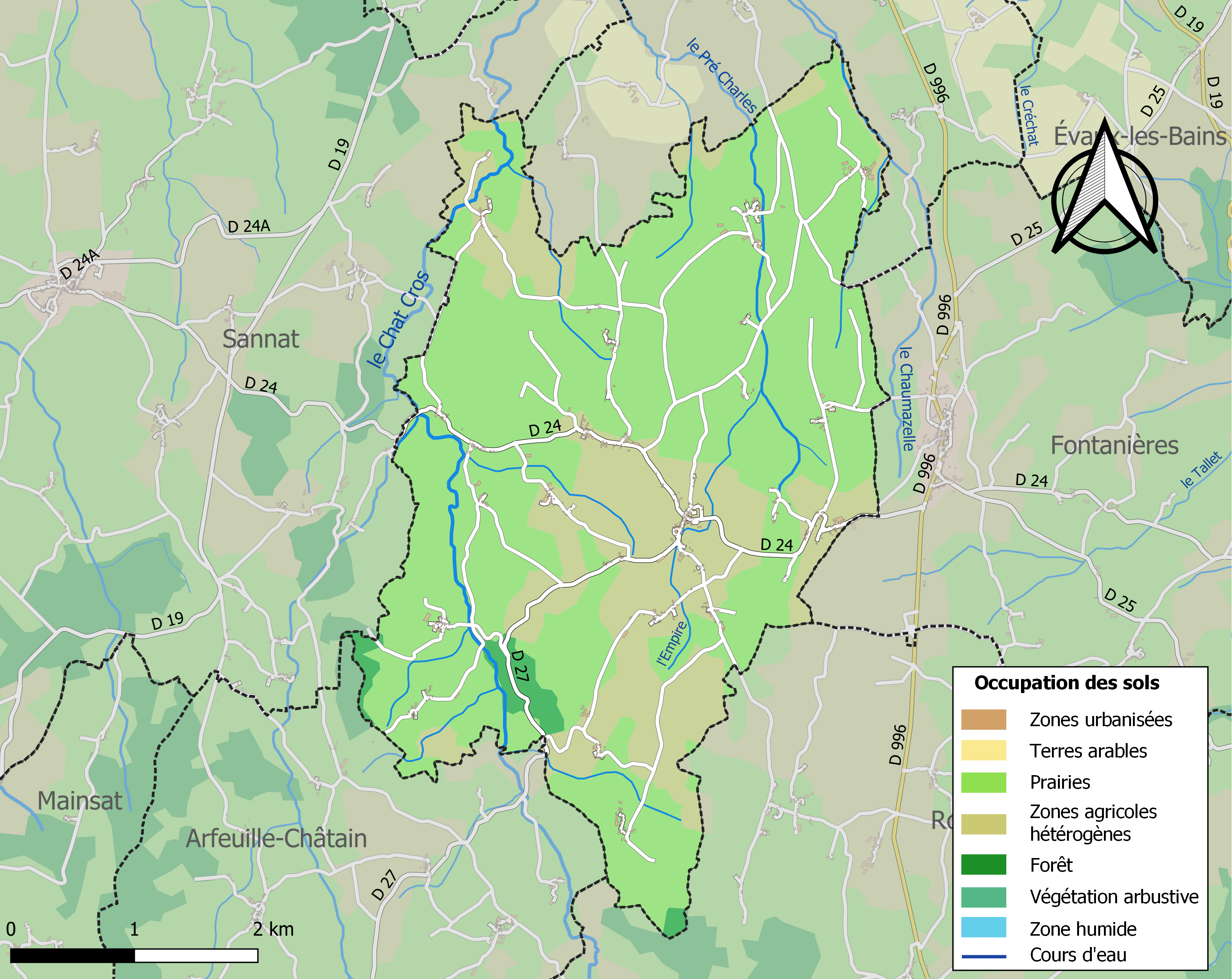
Kaart van de gemeente met de belangrijkste infrastructuur, bodemgebruik en omliggende gemeenten

## Demografie
Onderstaande figuur toont het verloop van het inwonertal (bron: INSEE-tellingen).